# Aleksandr Mensjikov

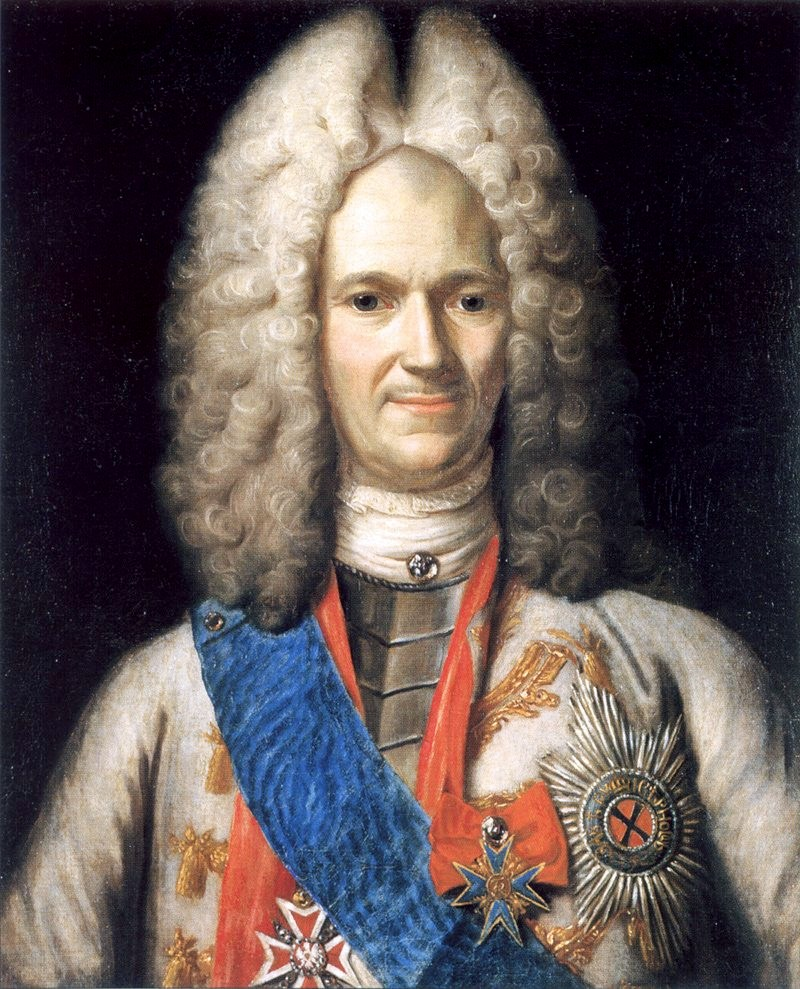
Portret van Mensjikov.

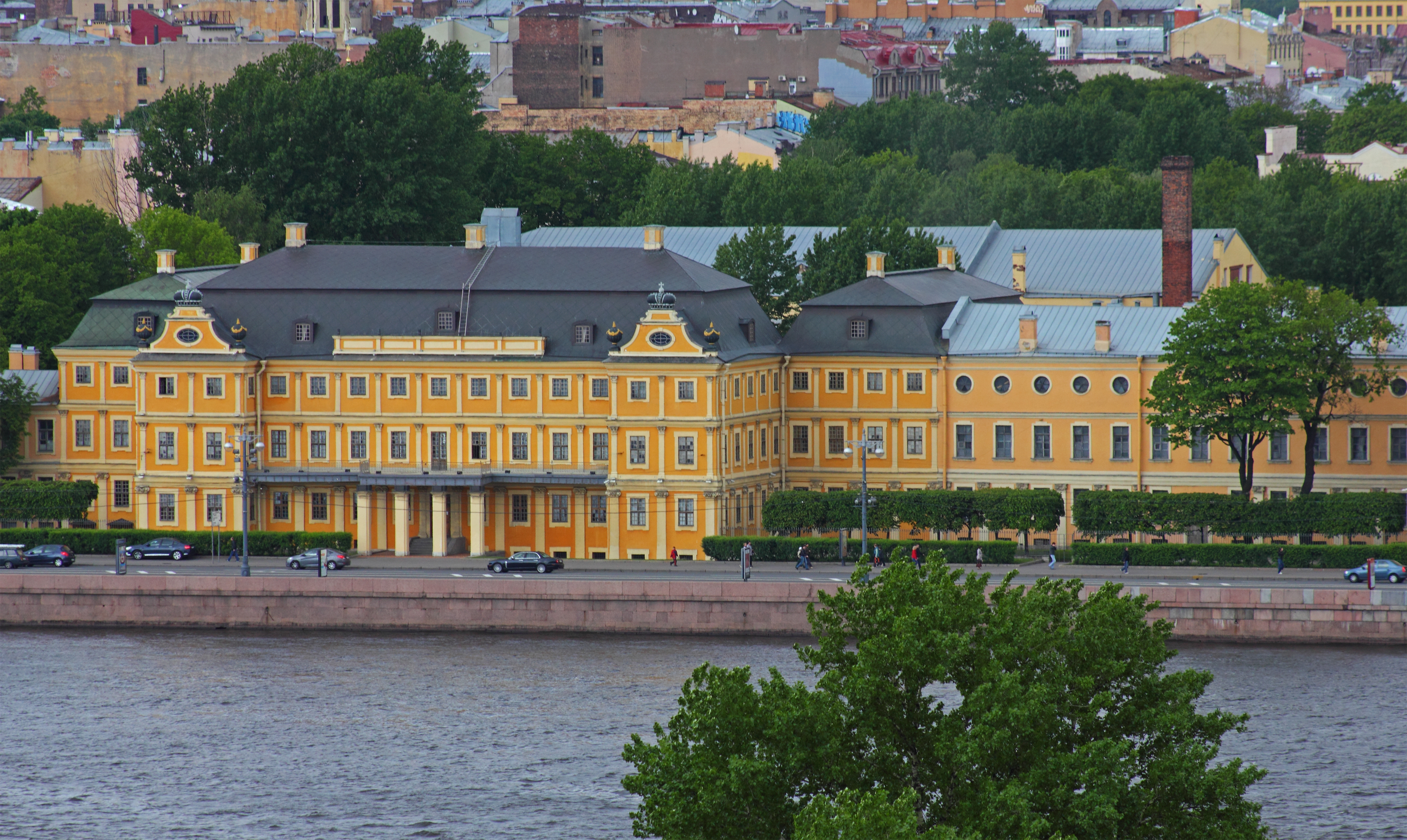
Mensjikovpaleis, nu onderdeel van de Hermitage

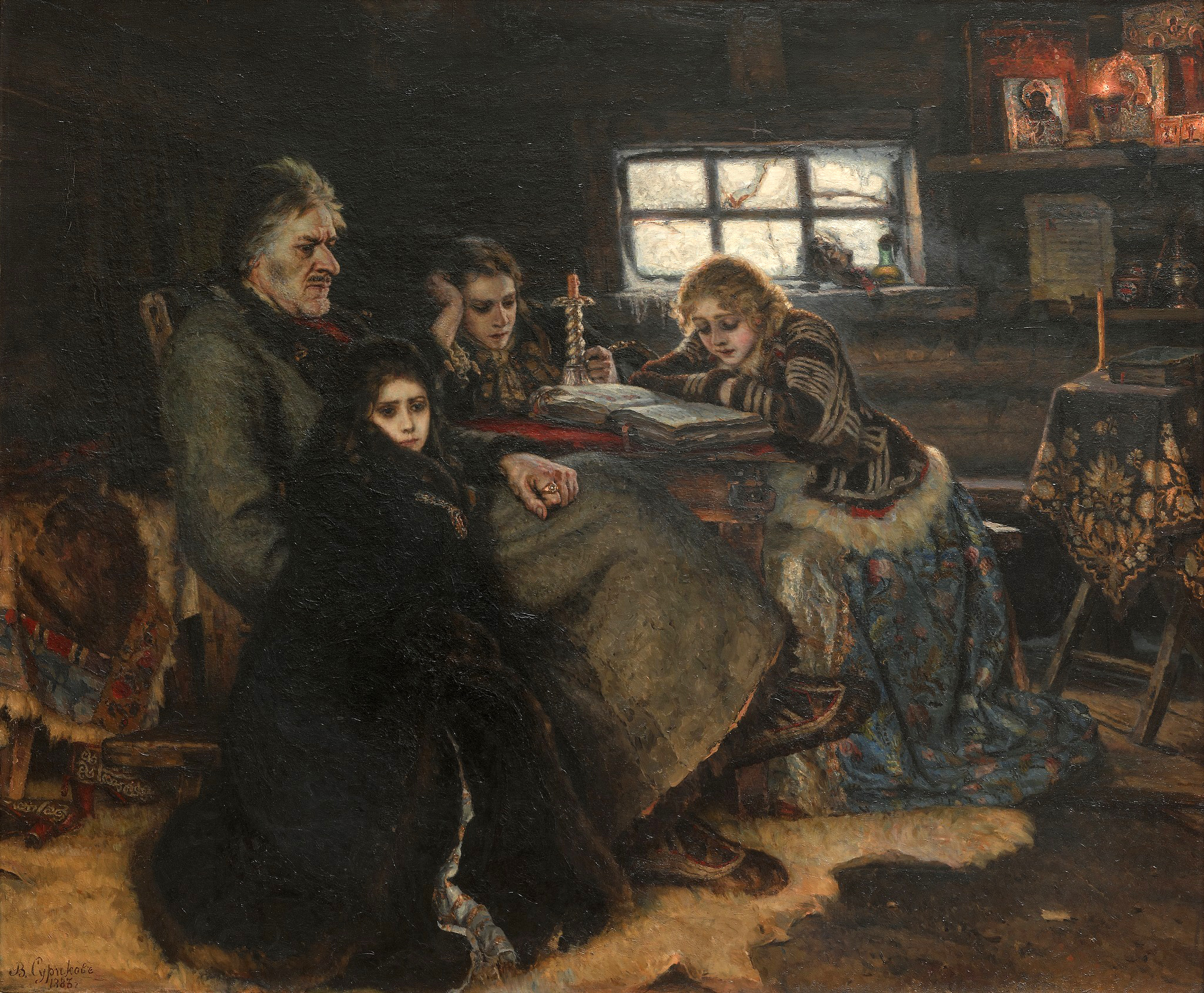
Mensjikov in ballingschap. Schilderij door Vasili Soerikov.

Aleksandr Danilovitsj Mensjikov (Russisch: Александр Данилович Меншиков) (Moskou(?), 1673(?) – Berjozovo, West-Siberië, 1729) was een Russisch staatsman, gouverneur van Sint-Petersburg, hertog van Ingermanland en na de dood van Peter de Grote in 1725 gedurende twee jaar feitelijk alleenheerser over Rusland.

## Biografie
Mensjikov was de zoon van een stalknecht en begon als pasteitjesverkoper in Moskou en kon lezen noch schrijven. Hij trad als 14-jarige in dienst bij de Zwitserse hugenoot François Lefort uit Genève, steun en toeverlaat van Peter de Grote. 
Hij nam 1695 en 1696 deel aan de campagnes om Azov te veroveren op de Turken in de Russisch-Turkse oorlog van 1686 tot 1700. Meteen daarna begonnen de voorbereidingen voor de Grote Ambassade. In 1697-1698 vergezelde hij als vrijwilliger tsaar Peter de Grote op zijn reis naar de Republiek der Zeven Verenigde Nederlanden en Engeland. Mensjikov en de tsaar brachten een bezoek aan het rariteitenkabinet van Frederik Ruysch en bestudeerden op de VOC-werven de scheepsbouw.
Na de dood van Lefort in 1699 werd Mensjikov de vertrouweling en rechterhand van Peter de Grote. Hij maakte zich verdienstelijk in de Grote Noordse Oorlog en werd in 1702 commandant van Sjlisselburg. In 1703 leerde hij de Litouwse Marta Skavronskaja kennen. Hij nam haar op in zijn huishouding en stelde haar voor aan de tsaar, die haar enkele jaren later in het geheim zou huwen. In 1709 streed hij in de Slag bij Poltava. In 1710 veroverde hij Riga en in 1713 Stettin. Ondertussen was hij in de adelstand verheven door keizer Leopold I van het Heilige Roomse Rijk. De tsaar had hem land gegeven waarop het Paleizencomplex Oranienbaum is verschenen.
Mensjikov was geïnteresseerd in vooruitgang en westerse ideeën. Als voorbeeld diende de Zweedse staatsinrichting. Hij had een sterrenwacht laten bouwen op zijn buitenplaats aan de Finse Golf. In 1714 werd hij gekozen tot lid van de Royal Society, op uitnodiging van Isaac Newton. Inmiddels was Mensjikov een van de rijkste mannen in Rusland geworden. Hij zou over een miljoen roebels beschikken en liet een paleis op het Vasiljevski-eiland in de Neva bouwen, dat aan Paleis het Loo doet denken, waarin 30.000 Delftse tegels zijn verwerkt. Het paleis is ontworpen door de Zwitsers/Italiaanse architect Giovanni Maria Fontana, die eveneens deel uitmaakte van de Grote Ambassade en een team van architecten samenstelde dat o.a. de Republiek der Zeven Verenigde Nederlanden bezocht.
Na de dood van Peter de Grote, werd hij voogd over Anna Petrovna en Elisabeth, de twee dochters van de tsaar en bewerkte de benoeming van tsarina Catharina, die de regering aan hem overliet. Middels de zeskoppige Hoge Kroonraad zou hij moeten worden gecontroleerd.
Op 6 mei 1727 stierf de tsarina en zij werd opgevolgd door de tsarevitsj Peter II van Rusland. Mensjikov vatte het plan zijn dochter Maria met de nieuwe tsaar te laten trouwen, maar op instigatie van de tsaar beletten de families Dolgorukov en Golitzyn dat.
Op 20 september 1727 werd hij gevangengenomen en na een proces, met zijn vrouw Darya Mikhailovna en kinderen, naar Berjozovo in Siberië verbannen. Zijn goederen werden inbeslaggenomen en Mensjikov stierf twee jaar later in armoede. De tsaar stierf in 1730 zonder een opvolger aan te wijzen. De kinderen van Mensjikov zijn gerehabiliteerd door latere opvolgers.